# Nacht über der Erde
Nacht über der Erde ist eine 1978 im Verlag der Nation innerhalb der Taschenbuchreihe Roman für alle erschienene Erzählungensammlung von Maria Dąbrowska, die hauptsächlich Erzählungen aus dem 1961 bei Rütten & Loening erschienenen Band Der dritte Herbst enthält, der wiederum auf dem Original Die Landlosen von 1937 beruht. Sie sind im Polen der ersten Jahre des 20. Jahrhunderts angesiedelt und geben einen Einblick in den Lebensalltag der einfachen Landbevölkerung.

## Inhalt

### Der wilde Sproß(S. 5–39)
Marynka, 18-jährige Magd auf einem Gutshof, liebt seit kurzem den Saisonarbeiter Janek. Bisher fleißig, drückt sie sich nun vor der Arbeit und hält sich nicht an Absprachen, was zur Entlassung der – zu allem Überfluss – Schwangeren führt. Janek heiratet Marynka statt der ihm zugedachten Frau, die ihm ein paar Morgen Land beschert hätte.

### Łucja aus Pokucice(S. 40–80)
Während ihr Mann im Krieg kämpft und anschließend in Gefangenschaft ist, hat die wegen ihres Lebensstils mit den bäuerlichen Eltern zerstrittene und auswärts als Magd arbeitende Łucja eine Affäre mit einem weithin bekannten Weiberhelden. Beide haben Kinder und vernachlässigen diese für Tanz, Alkohol und Liebeslust. Schließlich bekommen sie einen gemeinsamen Sohn, der Opfer dieser Vernachlässigung wird. Als der Ehemann zurückkehrt und von dem verstorbenen außerehelich gezeugten Kind erfährt, ist die Ehe zerstört; er verlässt das Land. Łucja wandelt sich: Demütig und fleißig verschafft sie sich neues Ansehen. In ihr keimt der Wunsch, zu ihrem Mann zu reisen.

### Nacht über der Erde(S. 81–105)
Ein seit jungen Jahren an immer wiederkehrenden Geschwüren und Eiterbeulen leidender inzwischen 40-jähriger Bediensteter eines Gutshofs bedauert, dass er keine höhere Stellung als Nachtwächter bekleiden, nie Landbesitz erwerben und von fast allen gemieden wird. Seinen Mitbewohner in der Hütte am Dorfrand, den auf ihn angewiesenen 100-jährigen vom Gnadenbrot lebenden Schäfer, schätzt er. Wie ein Freund wird ein Wolfshund, den der Gutsherr dem Wächter zwecks Abrichtung überlassen hat. Als Schäfer und Hund kurz nacheinander sterben, zieht der Wächter verbittert von dannen. Trotz Tageshelle ist ihm als sei „Nacht über der Erde“.

### Der weiteste Weg(S. 106–135)
Die fünfköpfige Familie Kaczmarek hat schlimme Zeiten durchgemacht, zog von Dorf zu Dorf, immer mit dem Traum, einmal Land erwerben zu können. Auf dem jetzigen Gutshof zeichnet sich ein Aufwärtstrend ab: Ein Steinhaus wird für sie gebaut, dem Vater wird eine verantwortungsvolle Feldaufseher-Tätigkeit zugeteilt und die Tochter Julka verlobt sich mit dem Sohn des ersten Vogts. Die Alternative, sich einem Auswanderer nach Amerika anzuschließen, tritt in den Hintergrund. Als sich die Errichtung des Hauses wetterbedingt verzögert, der Vogtsohn von Julka abwendet und das beaufsichtigte Weizenfeld abbrennt, verlässt die Familie auch dieses Gut. Ziel ist diesmal die Stadt, die gar nicht so fern ist, umso weiter erscheint das Ziel eines besseren Lebens. Der Vater glaubt an eine gesamtgesellschaftliche Veränderung.

### Pfarrer Filip(S. 136–172)
Nicht aus Überzeugung, sondern der Eltern zuliebe wurde Filip Jaruga Priester. Als Dorfpfarrer schwankt er zwischen Pflichterfüllung, das heißt Heuchelei und Unredlichkeit, und Berufsniederlegung, gleichbedeutend mit dem Aufsichziehen von Gottes Zorn. Er begegnet dieser Zerrissenheit mit weltlichen Genüssen; zuletzt geht er eine Liebesbeziehung mit seiner Ziehschwester ein, die seinen Haushalt führt. Weniger unverhohlen, hätte die Gemeinde dies durchgehen lassen. So aber wird eine Beschwerde an den Bischof gerichtet. Die Selbsterkenntnis seiner Sündhaftigkeit lässt Filip Jaruga wieder in die Trunksucht abrutschen, bis ihn eine zurückliegende leichtfertige Fehlentscheidung als Beichtvater, die mehrere Menschen ins Verderben stürzte, wachrüttelt. Es ist jedoch zu spät: Über seinen Predigtentwurf zur Menschenliebe als höchstem Wert, stirbt er. Während er aufgebahrt ist, tobt ein Gewitter.

## Wiederkehrende Figuren
Es gibt in den ersten Geschichten, die im Original als Zyklus im selben Band erschienen sind, untereinander Bezüge. So wird sowohl in der Titelgeschichte als auch in Łucja aus Pokucice die Hauptperson aus Der wilde Sproß, die Magd Marynka, erwähnt. In Łucja aus Pokucice heiratet die Tochter des Schäfers, welcher in Nacht über der Erde stirbt. Der Milchkutscher kommt in allen drei Geschichten vor. In der vierten, Der weiteste Weg, wird die Familiengeschichte des Kindermädchens Julka erzählt, die Marynka in Der wilde Sproß vertritt. Darin ist auch vom Inhaber des Dorftreffpunktes, dem Schankwirt Chojmacki, die Rede, der in Łucja aus Pokucice vorgestellt wurde. Die bei Reihenfolge-Änderung aufgrund der jeweiligen Altersangaben sich ergebende Chronologie ist weitestgehend schlüssig.
In der aus späterer Quelle den vier Erzählungen hinzugefügten fünften Geschichte agiert ein anderes Personal.

## Rezeption
Bei Erscheinen des Bandes schrieb die Neue Zeit, die „Schicksalsschilderungen, die von den Schrecken und Schönheiten des Land-Proletarier-Lebens berichten“ seien „bildhaft“ und „sprachlich einfach“. Aus dem inhärenten „vernünftig-kritischen Optimismus“ leiteten sich „Bejahungen des Lebens“ ab. Das Buch sei „überaus lesenswert“. 1985 hieß es in derselben DDR-Tageszeitung, der Stoff aus der eigenen Erfahrungswelt sei mehr als nur „Protest gegen die soziale Ungerechtigkeit“, sondern gehe der „Frage nach dem Sinn des Lebens“ nach. Im mehr Erzählungen beinhaltenden Buch Die Landlosen würden „konkrete empirische Inhalte mit anspruchsvoller philosophischer Problematik“ verschmelzen, was bereits von der großen Kunst der späteren Staatspreis-Trägerin künden würde.
Im Nachwort schreibt Heinz Marquardt, Dąbrowska schildere „mit erbarmungsloser Offenheit das elende Dasein des Landproletariats um die Jahrhundertwende“. Das elementare Gefühl der Liebe sowie das überlebenswichtige Einkommen durch gesicherte Arbeit seien die Freuden der Ärmsten. Dazu käme ein unerschütterliches Vertrauen auf ein besseres Dasein. Er analysiert: „Es sind vor allem die starken Naturen, die inmitten ihres armseligen Daseins, in all ihrer charakterlichen Widersprüchlichkeit mit seelischen Qualitäten und einer lebensbejahenden Vitalität ausgestattet sind, in denen der humanistische Geist Maria Dąbrowskas seinen klarsten und bis dahin schönsten Ausdruck findet.“ Er sieht in den Erzählungen den „Inbegriff für die hohe Erzählkunst der bürgerlich-humanistischen Schriftstellerin“.